# 3560 Chenqian
3560 Chenqian eller 1980 RZ2 är en asteroid i huvudbältet som upptäcktes den 3 september 1980 av Purple Mountain-observatoriet i Nanjing, Kina. Den är uppkallad efter Chen Qian.
Asteroiden har en diameter på ungefär 22 kilometer och den tillhör asteroidgruppen Eos.